# Флорент од Ено
Флорент од Ено (такође Флорис или Фиоренца; Ено, такође написан као "Хаинаут") (око 1255. – 23. јануар 1297.) био је кнез од Ахаје од 1289. до своје смрти, по праву своје жене, кнегиње Изабеле од Вилардуена. Био је син Жана I од Авеснеса и Аделаиде од Холандије. Од свог оца добио је штатхолдерство (владу) Зеланда.
Након што је напустио Зеланд, преузео је службу код краља Карла II Напуљског, који га је поставио за констабла Краљевине Напуљ. Након венчања са кнегињом Изабелом 16. септембра 1289. године, добили су једну ћерку, Матилду. Она је наследила њега и своју мајку као кнегиња.
Кнез Флорент се са својом женом настанио у Мореји. Преговарао је о Гларентском уговору са Византијским царством 1290. године. Ситуација за Франке у Грчкој је до тада била безнадежна. Пад Анжујаца на Сицилији значио је да су били заокупљени повратком тамошње територије и неколико западних влада би послало трупе да бране Мореју. Кнез Флорент је тако склопио мир и одржао га све до 1293. године, када су Грци поново заузели Каламату. Кнез Флорент није очајавао и није поново отворио рат који је трајао до његовог наследства: уместо тога послао је посланство у знак протеста цару Андронику II Палеологу, а цар је вратио Каламату. Године 1296. Грци су поново заузели замак Светог Ђорђа у Аркадији. кнез Флорент је опседао замак, али је умро пре него што је био заузет.